# 大いなる遺産 (宝塚歌劇)
ミュージカル・プレイ『大いなる遺産 -チャールズ・ディケンズ原作-』（おおいなるいさん）は、宝塚歌劇団のミュージカル作品。18場。
月組公演。脚本・演出は太田哲則。
併演作品は『ザ・モダーン』。

## 解説
※『宝塚歌劇100年史（舞台編）』の宝塚大劇場公演参考。
チャールズ・ディケンズの同名の小説を原作とする。

## あらすじ
※『宝塚歌劇100年史（舞台編）』の宝塚大劇場公演参考。
19世紀初頭、鍛冶屋で働く孤児のピップは、名を明かさない「恩人」から莫大な遺産の相続を約束され、ロンドンで新しい人生を始める。幼い頃、心惹かれたエステラとも再会するが、冷たくあしらわれるピップ…。都会の生活になじみ、徐々に俗者になっていた彼の前に「恩人」が姿を現わす。

## 公演期間と公演場所
- 1990年2月16日 - 3月27日（新人公演：3月6日） 宝塚大劇場
- 1990年6月3日 - 6月27日（新人公演：6月12日） 東京宝塚劇場

## スタッフ
※氏名の後ろに「宝塚」、「東京」の文字がなければ両公演共通
- 作曲・編曲：吉崎憲治
- 編曲：橋本和明
- 音楽指揮：橋本和明（宝塚）、伊沢一郎（東京）
- 振付：アキコ・カンダ
- 装置：石濱日出雄、関谷敏昭
- 衣装：任田幾英
- 照明：今井直次
- 小道具：榎本満春
- 効果：切江勝
- 音響監督：松永浩志
- 演出助手：中村一徳
- 舞台進行：田中利彦
- 製作担当：長谷山太刀夫（東京）
- 制作：飯島健

## 主な配役
本公演
- フィリップ・プリップ - 剣幸
- エステラ - こだま愛
- ハーバート・ポケット - 涼風真世
- ミス・ハヴィシャム  - 邦なつき
- エイベル・マグウィッチ - 汝鳥伶
- ジャガーズ - 未沙のえる
- マシュー・ポケット - 立ともみ
- モリィ - 京三紗
- ブランドレイ夫人 - 朝みち子
- ビディ - 朝凪鈴
- ジョー・ガージャリー - 葵美哉
- ケティ - 夏妃真美
- パンブルチェック - 大峯麻友
- ウェミック - いつき吟夏
- ベントリー・ドラムル - 久世星佳
- クララ - 紫とも
- クラリカー - 若央りさ
- スタートップ - 天海祐希
- ジョージ・コンペイソン - 愛川麻貴

新人公演
- ピップ - 天海祐希
- エステラ - 麻乃佳世
- ハーバート - 真織由季
- ミス・ハヴァイシャム - 夏河ゆら
- エイベル - 越はるき
- ジャガーズ - 真山葉瑠
- ビディ - 羽根知里
- ベントリー - 大海ひろ
- クラリカー - いつき吟夏
- スタートップ - 高千穂舞
- クララ - 朝吹南